# 2008年度TVB8金曲榜頒獎典禮得獎名單
2008年度TVB8金曲榜頒獎典禮於2008年12月7日晚上七時假香港將軍澳電視廣播城舉行。

## 得獎名單

### TVB8金曲榜金曲獎
- 日場夜場 - 莫文蔚
- 無辜 - 曹　格
- 路...一直都在 - 陳奕迅
- 右手邊 - 光　良
- 你是我最爱的人 - 王菀之
- 明天以後 - 林　峯、泳　兒
- Love Song - 方大同
- 吻得太逼真 - 張敬軒
- 妹妹 - 蔡卓妍
- 夢非夢 - 容祖兒

### TVB8金曲榜全球熱愛粵語歌曲獎
- 跑步機上 - 容祖兒
- 十七度 - 谢安琪
- 時代巨輪 - 陳奕迅

### TVB8金曲榜最佳合唱歌曲獎
- 兄弟 - 孫　楠、區俊濤

### TVB8金曲榜最佳作曲獎
- Love Song - 方大同

### TVB8金曲榜最佳作詞獎
- 抓狂 - 阿　信

### TVB8金曲榜最佳编曲獎
- 無辜 - 塗惠源

### TVB8金曲榜最佳音樂錄音帶演繹獎
- 牛仔很忙 - 周杰倫

### TVB8金曲榜最佳新人獎
- 金獎：林宥嘉
- 銀獎：鍾嘉欣
- 銅獎：陳勢安

### TVB8金曲榜最佳唱作歌手獎
- 金獎：曹　格
- 銀獎：光　良
- 銅獎：范逸臣

### TVB8金曲榜最佳組合獎
- Lollipop棒棒堂

### TVB8金曲榜內地觀眾最愛男歌手獎
- 孫　楠

### TVB8金曲榜內地觀眾最愛女歌手獎
- 莫文蔚

### TVB8金曲榜最受歡迎男歌手獎
- 陳奕迅

### TVB8金曲榜最受歡迎女歌手獎
- 容祖兒

### TVB8金曲榜金曲金獎
- 無辜 - 曹　格